# 尼科萊特縣
尼科萊特縣（英語：Nicollet County）是美國明尼蘇達州南部的一個縣，南界明尼蘇達河。面積1,209平方公里。根據美國2000年人口普查，共有人口29,771人。縣治聖彼得 (St. Peter)。
成立於1853年3月5日，縣名紀念法國地理學家約瑟·N·尼科萊特 （Joseph Nicolas Nicollet）。